# Кирил (параход)
„Кирил“ е български кораб, използван за търговски дейности.
Корабът е закупен от българското параходно търговско дружество на 22 април 1906 г. Осветен е на 24 април 1906 г. във варненското пристанище.
През 1909 г. корабите "България" и "Кирил" остават без работа вследствие на бойкота срещу български стоки от страна на Турция.
През 1912 г. парните котли на парахода са повредени, поради което той е изложен на опасност при пътуване и прави големи закъснения.
На 21 септември 1915 г. параходите „Кирил“, „България“, „Варна“ и „Цар Фердинанд“ са преместени във Варненското езеро и са закотвени срещу памучната фабрика. 
През следващите години параходът „Кирил" продължава да изпълнява курсовете си през Бургас до Цариград и обратно.
През зимата на 1925 г. параходът "Кирил" с капитан Никола Бабев и първи механик Тодоров за кратко е в неизвестност и бедства след буря в Егейско море близо до остров Лимнос.
През 1929 г. параходното дружество отстъпва кораба след ремонта му в услуга на Варненската популярна банка за превоз на дърва за горене от Гьозекен.